# Превранж (Франция)
Превра́нж (фр. Préveranges) — коммуна во Франции, находится в регионе Центр. Департамент — Шер. Входит в состав кантона Шатомейан. Округ коммуны — Сент-Аман-Монтрон.
Код INSEE коммуны — 18187.

## География
Коммуна расположена приблизительно в 270 км к югу от Парижа, в 170 км южнее Орлеана, в 75 км к югу от Буржа.
По территории коммуны протекает небольшая река Жуайёз.

## Население
Население коммуны на 2008 год составляло 582 человека.
| 1962 | 1968 | 1975 | 1982 | 1990 | 1999 | 2008 |
| ---- | ---- | ---- | ---- | ---- | ---- | ---- |
| 929  | 1081 | 930  | 861  | 772  | 665  | 582  |

## Экономика
Основу экономики составляет сельское хозяйство.
В 2007 году среди 311 человек в трудоспособном возрасте (15-64 лет) 201 были экономически активными, 110 — неактивными (показатель активности — 64,6 %, в 1999 году было 58,0 %). Из 201 активных работали 178 человек (101 мужчина и 77 женщин), безработных было 23 (12 мужчин и 11 женщин). Среди 110 неактивных 14 человек были учениками или студентами, 57 — пенсионерами, 39 были неактивными по другим причинам.

## Достопримечательности
- Церковь Сен-Мартен (XIII век)
  - Надгробная плита на могиле нотариуса Жака Паске, который умер в 1625 году (XVII век). Исторический памятник с 1908 года[3]
- Дом XIX века. Исторический памятник с 1997 года[4]
- Замок Ла-Прёнь (XV век)
- Башня замка в лесу (XIII век)
- Водяная мельница в деревне Марко

## Города-побратимы
- Превранж (Швейцария, с 1979)[5]